# Eva Horváthová
Eva Horváthová (ur. 29 grudnia 1974) – słowacka lekarka i polityk, posłanka do Rady Narodowej z ramienia partii Zwyczajni Ludzie i Niezależne Osobistości wybrana w wyborach parlamentarnych w 2020 roku.